# Coll de la Ganga
El Coll de la Ganga és un coll del massís de les Gavarres, entre el puig d’Arques (535 m) i el puig de Ribot (327 m), que comunica la vall de Calonge, al sud, i la del Daró, al nord. A una altitud de 210 metres sobre el nivell del mar, el coll era travessat per una via romana, potser la primera via romana construïda a Hispània, que unia Colonico (Calonge) amb Emporiae (Empúries). El camí va entrar en desús a l'edat mitjana a causa de la perillositat que comportava passar per una zona poc habitada. Actualment és travessat per la carretera GI-660, anomenada popularment camí de la Ganga, o carretera de la Ganga.